# Hans Fries

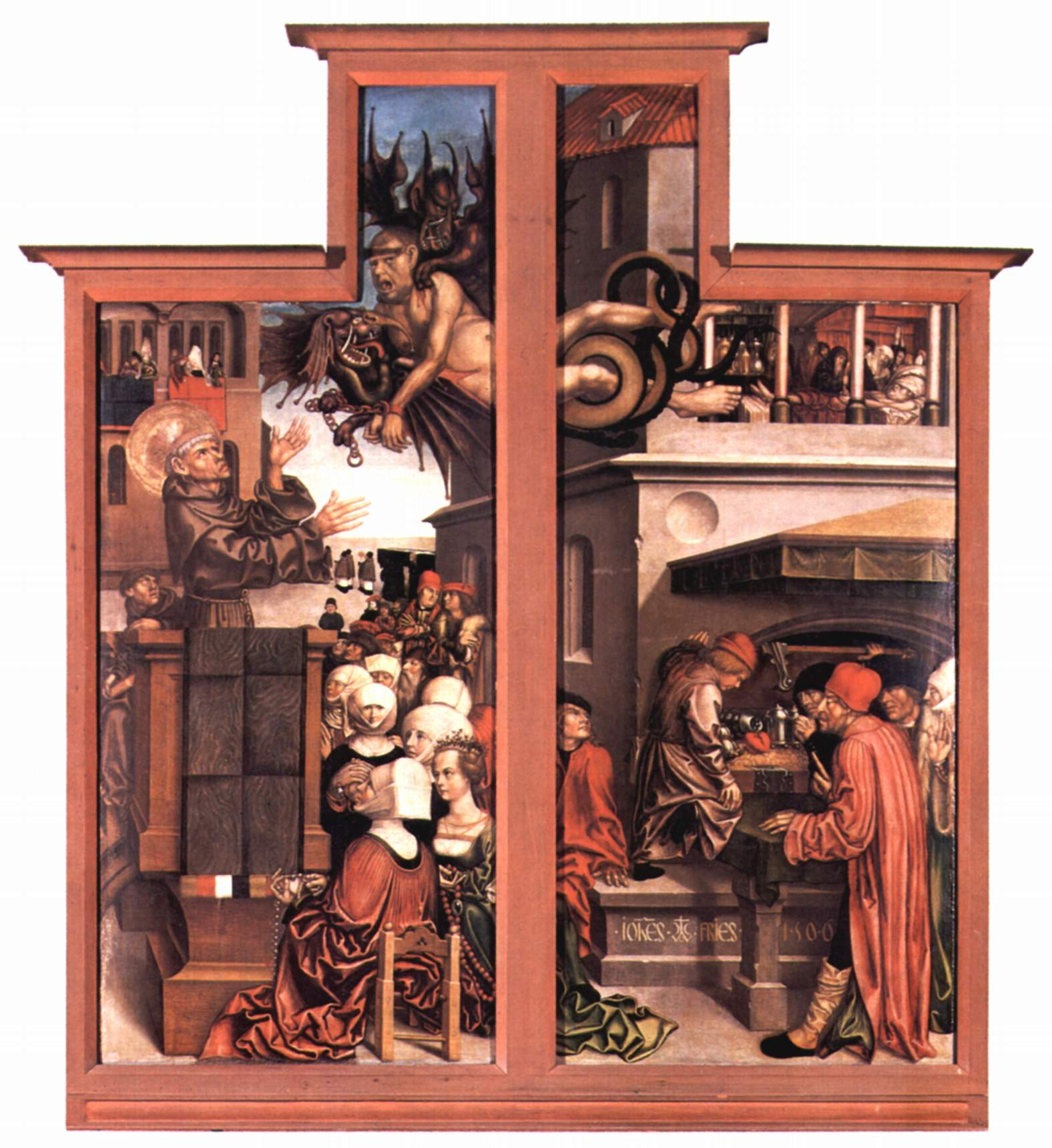
Predica di sant'Antonio da Padova, Friburgo (Svizzera)

Hans Fries (Friburgo, 1465 circa – Berna, ante 1523) è stato un pittore svizzero.

## Biografia
Fu probabilmente assistente di Heinrich Büchler nella sua città natale, finché nel 1487 si trasferì a Basilea come operaio qualificato, iscrivendosi poi alla Himmelszunft locale, la gilda dei pittori (letteralmente "Gilda paradisiaca"). Nel 1499 tornò a Friburgo, dove fu, dal 1501 al 1510, pittore ufficiale della città. Verso il 1512 si stabilì a Berna, dove morì qualche tempo dopo, post 1518.
La sua prima attività mostra attinenza con opere fiamminghe coeve, per poi venire massicciamente influenzato da Bernhard Strigel e accettando, in seguito, suggestioni da altri pittori celebri come Holbein il Vecchio, Michael Pacher e, dal 1512, Albrecht Dürer.
Personaggio che idealmente chiuse la stagione del gotico in Svizzera trasportando l'arte verso il Rinascimento, dimostra una sensibilità accentuata per l'espressionismo, capace di stimolare la reazione dello spettatore, ora accentuando gli aspetti drammatici, ora quelli patetici. Non formò una scuola e di fatto non ebbe allievi o seguaci, anche se si può ritenere il maggior pittore della Svizzera settentrionale nel primo ventennio del Cinquecento, prima che si affermasse a Basilea Niklaus Manuel, sulla cui formazione ebbe peso notevole.